# ناوكي ايواتا
ناوكي ايواتا (6 مارس 1983 إباراكي اليابان - ) هو لاعب كرة قدم ياباني، يلعب كمهاجم.